# Fuerza Democrática Popular
Fuerza Democrática Popular (FDP) fue un partido político venezolano de izquierda, fundado en Caracas el 20 de agosto de 1962 bajo la ideología de democracia socialista. Su lema fue Por el pueblo y por la patria. Entre sus fundadores destacan Jorge Dáger,  Miguel Thoddé, Ángel Zambrano y otros políticos quienes también se habían separado del Movimiento de Izquierda Revolucionaria (MIR). El partido terminó desintegrándose en 1993.

## Historia
La FDP surgía en un momento de inestabilidad política, ya que para ese año la izquierda venezolana se alzaba en armas contra el gobierno de Rómulo Betancourt, el MIR provenía de una escisión del partido gobernante Acción Democrática en 1960, siendo uno de los primeros en sumarse a la lucha guerrillera contra ese gobierno, la línea del MIR opuesta a esas acciones decidieron separarse y crear la FDP.

### Crecimiento

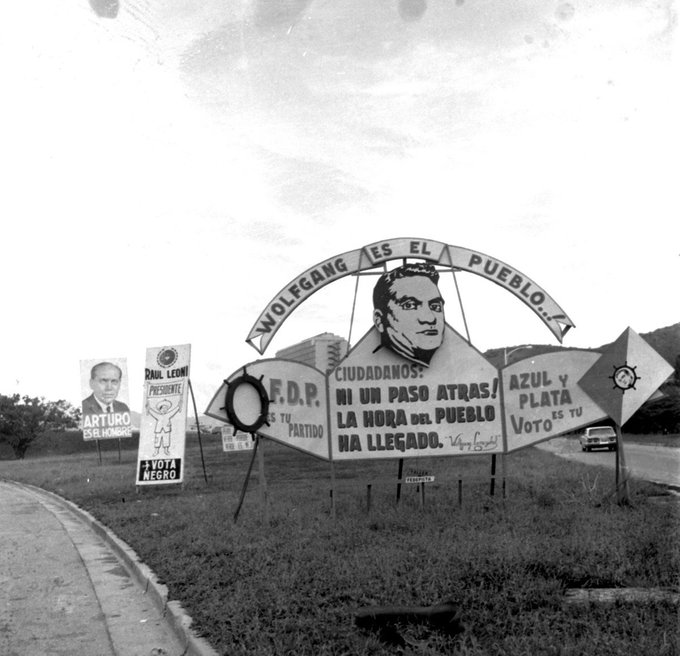
Pancartas en las elecciones generales de Venezuela de 1963.

En 1963 FDP le ofrece su apoyo a Wolfgang Larrazábal para la candidatura presidencial, ese hecho hizo que la Unión Republicana Democrática (URD), del cual Larrazábal había sido candidato en 1958, iniciara una serie de reuniones para lograr una candidatura conjunta entre URD y FDP, sin embargo, esto no se concretó y se presentaron las candidaturas de ambos partidos por separados, Larrazábal quedó en el quinto puesto al igual que FDP que obtuvo cerca del 10% de los votos, además de lograr escaños dentro de las Cámaras de Senadores y Diputados del Congreso Nacional.

### Frente de la Victoria
En 1968 crean junto con URD, el Frente Nacional Democrático (FND) y el Movimiento Electoral Nacional Independiente (MENI) una coalición llamada Frente de La Victoria, este grupo estaba integrado por partidos anti adecos, de derecha, izquierda e independientes que evitaban la concreción del bipartidismo en Venezuela. La decisión del frente fue buscar un candidato presidencial independiente, por ello seleccionaron a Miguel Ángel Burelli Rivas, el cual quedó en el tercer puesto el día de la elección con poco más del 22% de los votos, FDP fue el segundo partido en aportar mayor número de votos de esa coalición y nuevamente lograron obtener puestos dentro de las cámaras del Senado y de Diputados. El senador electo de FDP Wolfgang Larrazábal decidió no presentarse ante esa cámara porque dijo que evitaría sentarse al lado de los senadores del partido Cruzada Cívica Nacionalista (CCN), organización que agrupaba a seguidores del expresidente Marcos Pérez Jiménez. La salida de Larrazábal probablemente originó el desplome político de FDP, además de la creciente consolidación del bipartidismo entre AD y Copei.

### Alianza
En 1970 FDP establece una alianza dentro del Congreso Nacional con el otro partido que propugnaba por el establecimiento de una democracia socialista, el Movimiento Electoral del Pueblo, que había nacido tres años atrás de un escisión de AD, esa alianza entre FDP y MEP le asegura alrededor del 15% del control del Congreso venezolano. El MEP pretendía además establecer junto a ese partido un programa común de gobierno de Unidad Popular, bajo otra coalición denominada Frente Nacionalista Popular conocida como la Nueva Fuerza, sin embargo el FDP rechazó ingresar al acuerdo al que luego si se adhirieron URD y el PCV.

### Caída
Para las elecciones presidenciales y parlamentarias de 1974 al no sumarse a la Nueva Fuerza decidieron establecer una alianza con Copei, partido que estaba terminando su período con Rafael Caldera. Esa alianza que se extiende hasta 1978 no le trae buenos resultados a FDP porque obtuvo una escasa votación y quedó sin representación parlamentaria. El partido desaparecería de la vida política desde ese año pero es reactivado en 1993 para apoyar la candidatura de Claudio Fermín de AD, el resultado fue el peor de la historia del partido al obtener menos de 4 mil votos, quedando desarticulada la Fuerza Democrática Popular. 